# Periambia
Periambia là một chi bướm đêm thuộc họ Noctuidae.